# جورج فون أركو
جورج فون أركو (بالإنجليزية: Georg von Arco)‏ (و. 1869 – 1940 م) هو فيزيائي، ومخترع من ألمانيا . ولد في سيليزيا العليا . تولى منصب direktør، Telefunken (1903–1931) .
توفي في برلين ، عن عمر يناهز 71 عاماً.

## التعليم
تعلم في معهد برلين للتكنولوجيا، وMaria-Magdalenen-Gymnasium ‏

## جوائز
حصل على جوائز منها:
- ميدالية ويلهلم إكسنر [الإنجليزية]‏ (1926).